# Gorleben
Gorleben – miejscowość i gmina położona w niemieckim kraju związkowym Dolna Saksonia, w powiecie Lüchow-Dannenberg. Należy do gminy zbiorowej (niem. Samtgemeinde) Gartow.
W pobliżu miejscowości powstało składowisko odpadów nuklearnych. Pierwszy transport dotarł na miejsce w październiku 1984 roku.